# Honor (merk)
Honor (gestileerd en op de markt gebracht als HONOR) is een Chinees smartphonemerk.

## Achtergrond
Het merk is opgericht in 2013 in het kader van de dubbele merkstrategie van Huawei en voorzag in smartphones (gericht op jonge consumenten), tabletcomputers en wearables. Met het nieuwe merk wilde Huawei concurreren met smartphonemerken uit het middensegment. Online-verkoop onderscheidde het merk van andere smartphones die meestal in fysieke winkels werden aangeboden. Sinds 2016 worden Honor producten ook via externe online of fysieke detailhandels verkocht.
In november 2020 werd bekend dat Huawei zijn dochtermerk Honor verkoopt aan Shenzhen Zhixin New Information Technology. Met deze verkoop wil Huawei de toekomst van Honor veiligstellen. Huawei staat zelf onder druk als een gevolg van Amerikaanse sancties en na de verkoop zal Honor hier minder hinder van hebben. De verkoopt levert Huawei zo'n 100 miljard yuan op (ca. 12,8 miljard euro).

## Producten
Telefoons
De telefoons van Honor hebben doorgaans een camera met speciale software voor foto's onder speciale omstandigheden.
- Honor 5X (2013)[9]
- Honor 6 (2014)
- Honor 7 (2015)
- Honor 8
- Honor Magic
- Honor 6X (2017)
- Honor 8 Pro (2017, in China onder de naam Honor V9)
- Honor 9  (2017)
- Honor 10 (2018)
- Honor 8X en de Honor 8X Max  (2018, tbv Chinese markt )
- Honor View 20  (2018, met een camera van 48 megapixels aan de achterzijde)[10]
- Honor 10 Lite  (2019)op de markt gebracht, met een AI-camera van 24 MP aan de
- Honor View 20  (2019)[11]
- Honor 9X (2019,  drie lenzen aan de achterzijde)
- Honor V30 (2019)
- Honor 20 pro[12]

Tablets
- Honor X1  (2014, ook MediaPad X1 genoemd)[13]
- Honor X2  (2015, ook MediaPad X2 genoemd)[14]

Wearables
Honor Band Z1 (2015, oorspronkelijk uitgebracht als Honor Band Zero in China. Een activiteitentracker en gezondheidsband in de vorm van een horloge

## Toegepaste software
- Huawei EMUI, gebruikt op telefoons van de merken Honor en Huawei
- Honor MagicOS, gebruikt op de Honor Magic 2 en de Honor View 20